# Harry Kaskey
Harry Hubert Kaskey, född 15 september 1901, död 21 augusti 1992, var en amerikansk hastighetsåkare på skridskor. Han deltog vid olympiska spelen i Chamonix 1924. Han kom sjua på 1 500 m, tolva på 500 m och trettonde på 10 000 m.

## Fotnoter
1. ↑  SpeedSkatingNews.info, SpeedSkatingNews.info skridskoåkar-ID: harry-kaskey, läst: 5 maj 2022.[källa från Wikidata]
2. ↑  SpeedSkatingStats, SpeedSkatingStats skridskoåkar-ID: 1902091501, läst: 5 maj 2022.[källa från Wikidata]